# Стари мост (Мостар)
Стари мост је мост преко ријеке Неретве у Мостару. Саграђен је између 1557. и 1566. године, дјело турског градитеља Хајрудина.

## Историја
Прије изградње Старог моста, на његовом мјесту се налазио дрвени висећи мост. Висећи мост је је на крајевима био причвршћен за куле у којима су се налазили стражари, односно мостари који су наплаћивали мостарину. Садашњи камени мост је изграђен у вријеме османске власти. Османлије су на копљима ограде Старог моста по наређењу Али-паше Ризванбеговића стављали одсјечене српске главе.

### Рушење и обнова
Током рата у Босни и Херцеговини (1992–1995) мост је 9. новембра 1993. Хрватско вијеће одбране (ХВО) срушило као дио кампање гранатирања и тероризирања Мостара. Дан раније ХВО је почео с кампањом рушења моста испаљујући десетине пројектила у лук и куле, што је окончано сутрадан.
Генерал и осуђени ратни злочинац Слободан Праљак у покушају одбране и избјегавања одговорности за рушење моста објавио је документ "Како је срушен Стари Мост", у којем је аргументирао да је експлозив или мина постављена на мост или испод њега, што је уз гранатирање резултирало рушењем моста. Већина историчара одбацила је те тврдње.
Европски историчари Холм Сундхаусен и Мари-Жанин Чалић тврде да је мост срушен гранатирањем ХВО-а или Хрватске војске (ХВ), а слично мишљење о одговорности хрватских јединица изразио је Међународни кривични суд за бившу Југославију у пресуди "Прлић и други" (ИТ-04-74). Академици су оцијенили да је мост имао малу војну важност и да је гранатирање било примјер намјерног уништавања културног добра, посебно Старог моста, који је био симбол спајања различитих заједница. Андрас Ридлмаyер описао је рушење као чин "убијања сјећања", гђе је заједничко културно наслијеђе намјерно уништавано.
Након обнове 2004. године Стари мост је 2005. уврштен на попис свјетске културне баштине УНЕСКО-а. Познат је као један од симбола Мостара.